# Reese Stalder
Reese Stalder (* 12. November 1996 in Newport Beach, Kalifornien) ist ein US-amerikanischer Tennisspieler.

## Karriere
Stalder studierte von 2015 bis 2019 am Texas Christian University, wo er auch College Tennis spielte. Neben dem Studium spielte er auch erste Tennisturniere. 2019 konnte er auf der drittklassigen ITF Future Tour seine ersten drei Finals erreichen und davon zwei für sich entscheiden, während er im Einzel nie weiter als das Viertelfinale kam. Nach einer verkürzten Saison 2020, setzte sich Stalder 2021 vor allem im Doppel durch. Fünfmal triumphierte er bei Futureturnieren in der Doppelkonkurrenz, wodurch er in der Tennisweltrangliste einen großen Sprung machte und auch häufiger an Turniere der ATP Challenger Tour teilnehmen konnte. Bei jener schaffte er zweimal ins Endspiel. In Lexington unterlag er dort noch, aber zwei Monate später in Puerto Vallarta blieb er an der Seite von Gijs Brouwer siegreich. Durch zwei weitere Halbfinals 2022 konnte er in der Rangliste im Doppel noch weiter bis auf Platz 217 steigen, worauf er sich fortan auch konzentriert und nicht mehr im Einzel antritt.

## Erfolge
| Legende (Anzahl der Siege) |
| Grand Slam                 |
| ATP Finals                 |
| ATP Tour Masters 1000      |
| ATP Tour 500               |
| ATP Tour 250               |
| ATP Challenger Tour (14)   |

### Doppel

#### Turniersiege
| Nr. | Datum              | Turnier         | Belag         | Partner          | Finalgegner                                  | Ergebnis          |
| --- | ------------------ | --------------- | ------------- | ---------------- | -------------------------------------------- | ----------------- |
| 1.  | 28. November 2021  | Puerto Vallarta | Hartplatz     | Gijs Brouwer     | Hans Hach Verdugo Miguel Ángel Reyes Varela  | 6:4, 6:4          |
| 2.  | 20. August 2022    | Santo Domingo   | Sand          | Ruben Gonzales   | Nicolás Barrientos Miguel Ángel Reyes Varela | 7:65, 6:3         |
| 3.  | 3. Dezember 2022   | Maspalomas      | Sand          | Evan King        | Marco Bortolotti Sergio Martos Gornés        | 6:3, 5:7, [11:9]  |
| 4.  | 6. Mai 2023        | Gwangju         | Hartplatz     | Evan King        | Andrew Harris John-Patrick Smith             | 6:4, 6:2          |
| 5.  | 14. Mai 2023       | Busan           | Hartplatz     | Evan King        | Max Purcell Jose Statham                     | kampflos          |
| 6.  | 17. Juni 2023      | Palmas del Mar  | Hartplatz     | Evan King        | Toshihide Matsui Kaito Uesugi                | 3:6, 7:5, [11:9]  |
| 7.  | 12. August 2023    | Cary            | Hartplatz     | Evan King        | Miķelis Lībietis Adam Walton                 | 6:3, 7:64         |
| 8.  | 14. Oktober 2023   | Fairfield       | Hartplatz     | Evan King        | Vasil Kirkov Denis Kudla                     | 7:5, 6:3          |
| 9.  | 18. November 2023  | Kōbe            | Hartplatz (i) | Evan King        | Andrew Harris Nam Ji-sung                    | 7:63, 2:6, [10:7] |
| 10. | 2. Dezember 2023   | Yokkaichi       | Hartplatz     | Evan King        | Ray Ho Calum Puttergill                      | 7:5, 6:4          |
| 11. | 11. Mai 2024       | Wuxi            | Hartplatz     | Calum Puttergill | Toshihide Matsui Kaito Uesugi                | 7:68, 7:64        |
| 12. | 21. Juni 2024      | Ilkley          | Rasen         | Evan King        | Christian Harrison Fabrice Martin            | 6:3, 3:6, [10:6]  |
| 13. | 14. September 2024 | Guangzhou       | Hartplatz     | Evan King        | Francis Alcantara Pruchya Isaro              | 4:6, 7:5, [10:5]  |
| 14. | 16. November 2024  | Champaign       | Hartplatz (i) | Evan King        | James Davis James MacKinlay                  | 7:63, 7:5         |

#### Finalteilnahmen
| Nr. | Datum            | Turnier      | Belag     | Partner        | Finalgegner                       | Ergebnis |
| --- | ---------------- | ------------ | --------- | -------------- | --------------------------------- | -------- |
| 1.  | 19. Februar 2023 | Delray Beach | Hartplatz | Rinky Hijikata | Marcelo Arévalo Jean-Julien Rojer | 3:6, 4:6 |